# Livingston (Familienname)
Livingston ist ein englischer Familienname.

## Namensträger
- Alex Livingston (* 1987), kanadischer Pokerspieler
- Amanda Sue Livingston (* 1984), US-amerikanische Basketballspielerin
- Barry Livingston (* 1953), US-amerikanischer Schauspieler
- Bob Livingston (* 1943), US-amerikanischer Politiker
- Bobby Livingston (* 1965), US-amerikanischer Radrennfahrer
- Charles L. Livingston (1800–1873), US-amerikanischer Politiker
- Cleve Livingston (* 1947), US-amerikanischer Ruderer
- David Livingston, US-amerikanischer Fernsehproduzent und Fernsehregisseur
- David M. Livingston (1941–2021), US-amerikanischer Genetiker und Krebsforscher
- Derek Livingston (* 1991), kanadischer Snowboarder
- Edward Livingston (1764–1836), US-amerikanischer Jurist, Politiker und Außenminister
- Edward Philip Livingston (1779–1843), US-amerikanischer Politiker
- Fud Livingston (1906–1957), US-amerikanischer Jazzmusiker, Arrangeur und Komponist
- Harold Livingston (1924–2022), US-amerikanischer Drehbuchautor und Schriftsteller
- Henry Brockholst Livingston (1757–1823), US-amerikanischer Jurist
- Henry W. Livingston (1768–1810), US-amerikanischer Politiker
- Ian Livingston, Baron Livingston of Parkhead (* 1964), britischer Manager und Minister
- Jacqueline Livingston (1943–2013), US-amerikanische Fotografin
- Jason Livingston (* 1971), britischer Leichtathlet
- Jay Livingston (1915–2001), US-amerikanischer Songwriter
- Jennie Livingston (* 1962), US-amerikanische Regisseurin
- Jerry Livingston (Jerry Levinson; 1909–1987), US-amerikanischer Komponist
- John Livingston (Politiker) (1857–1935), australischer Politiker
- John Livingston (Schauspieler) (* 1970), US-amerikanischer Schauspieler
- John H. Livingston (1897–1974), US-amerikanischer Pilot
- Julian Livingston, US-amerikanischer Komponist und Schriftsteller
- Kevin Livingston (* 1973), US-amerikanischer Radrennfahrer
- Leonidas F. Livingston (1832–1912), US-amerikanischer Politiker
- Margaret Livingston (1900–1984), US-amerikanische Schauspielerin
- Marks John Livingston (1824–1889), deutschamerikanischer Multimillionär, siehe Marx Löwenstein
- Michael Livingston (* 1948), US-amerikanischer Ruderer
- M. Stanley Livingston (1905–1986), US-amerikanischer Physiker
- Natalia Livingston (* 1976), US-amerikanische Schauspielerin sowie Kurz- und Dokumentarfilmproduzentin
- Neville O'Reilly Livingston (1947–2021), jamaikanischer Reggae-Musiker, siehe Bunny Wailer
- Otis Livingston (* 1996), US-amerikanischer Basketballspieler
- Peter Van Brugh Livingston (1710–1792), US-amerikanischer Politiker
- Peter R. Livingston (1766–1847), US-amerikanischer Politiker
- Philip Livingston (1686–1749), amerikanischer Kaufmann, Sklavenhändler und Politiker
- Philip Livingston (1716–1778), britisch-amerikanischer Händler, Politiker und Gründervater der USA
- Randy Livingston (* 1975), US-amerikanischer Basketballspieler

- Robert Livingston der Ältere (1654–1728), Lord von Livingston Manor
- Robert Livingston der Jüngere (1663–1725), amerikanischer Politiker, Bürgermeister von Albany
- Robert Livingston (Politiker, 1688) (1688–1775), amerikanischer Politiker (New York)
- Robert Livingston (Industrieller) (1708–1790), amerikanischer Industrieller und Händler
- Robert Livingston (Politiker, 1718) (1718–1775), amerikanischer Politiker
- Robert Livingston (Schauspieler) (1904–1988), US-amerikanischer Schauspieler
- Robert Livingston (Eishockeyspieler) (1908–1974), US-amerikanischer Eishockeyspieler
- Robert Livingston (Mediziner) (1918–2002), US-amerikanischer Neurologe
- Robert Livingston (Zenlehrer) (1933–1982), US-amerikanischer Zen-Buddhist
- Robert Livingston (Komponist), Komponist und Musikproduzent
- Robert Gerald Livingston (1927–2023), US-amerikanischer Diplomat und Autor
- Robert Le Roy Livingston (1778–1836), US-amerikanischer Politiker
- Robert R. Livingston (1746–1813), amerikanischer Politiker
- Ron Livingston (* 1967), US-amerikanischer Schauspieler
- Rose Livingston (1860–1914), US-amerikanische Stifterin, Kunstmäzenin
- Ross Livingston (* 1949), australisch-neuseeländischer Badmintonspieler
- Shaun Livingston (* 1985), US-amerikanischer Basketballspieler
- Sigmund Livingston (1872–1946), US-amerikanischer Rechtsanwalt
- Stanley Livingston (Schauspieler) (* 1950), US-amerikanischer Schauspieler
- Terrance Livingston Jr., US-amerikanischer Schauspieler
- Ulysses Livingston (1912–1988), US-amerikanischer Jazzgitarrist
- Walter Livingston (1740–1797), US-amerikanischer Politiker
- William Livingston (1723–1790), US-amerikanischer Politiker